# Vaux-Rouillac
Vaux-Rouillac là một thị trấn thuộc tỉnh Charente trong vùng Nouvelle-Aquitaine tây nam nước Pháp. Thị trấn nay có độ cao trung bình 169 mét trên mực nước biển.